# Trzebieradz (Police)
Pour l’article homonyme, voir Trzebieradz.
Trzebieradz est une localité polonaise de la gmina mixte de Nowe Warpno située dans le powiat de Police en voïvodie de Poméranie-Occidentale. Elle se situe à environ 29 km au nord-ouest de Police et 40 km au nord-ouest de la capitale régionale Szczecin. Sa population est de 103 habitants.

## Géographie

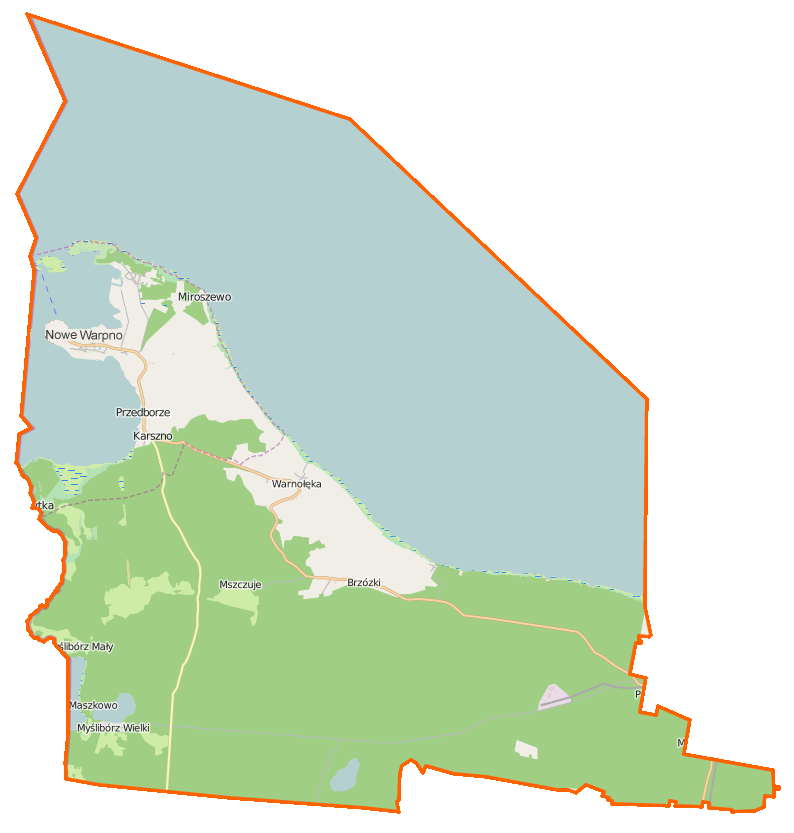
Carte de la gmina de Nowe Warpno.